# Paule Vézelay
Paule Vézelay, née Marjorie Watson-Williams en 1892 à Clifton, Bristol et morte en 1984 à Londres, est une sculptrice et artiste-peintre anglaise.

## Biographie
Paule Vézelay étudie à la Slade School puis à la London School of Art de Londres.
Elle vit à Paris de 1926 à 1939.
En 1929, elle a une liaison avec le peintre André Masson.
En 1934, elle fait partie du mouvement Abstraction-Création.

## Œuvres
- 1923, La Danseuse à la Corde, Tate collection[3]
- 1927-1929, Paule Vézelay (Marjorie Watson-Williams), National Portrait Gallery[4]
- 1935, Grey picture, musée des beaux-arts de Nantes[5]
- 1935, Five Forms, Tate collection[6]
- 1950, Lines in Space no 10, musée de Grenoble[7]
- 1953, Untitled, collage[8]
- 1954, Lines in Space no 32, musée de Grenoble[9]
- 1957, Lines and forms[10].